# Sistema ventricular

Sistema ventricular

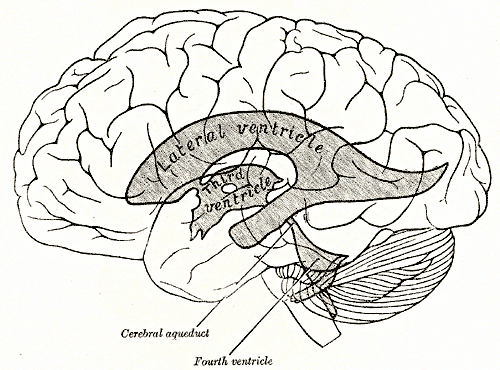
Ventrículos do cérebro humano

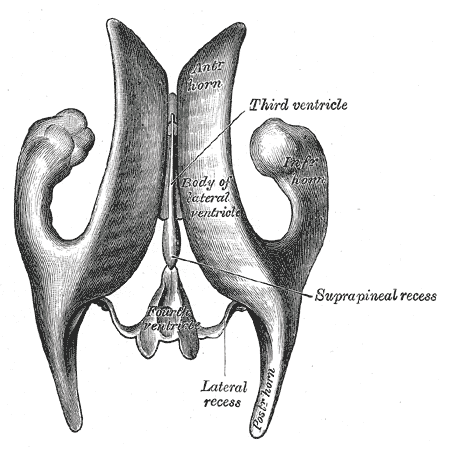
Ventrículos do cérebro humano

O sistema ventricular é um conjunto de estruturas do cérebro.

## Componentes
O sistema ventricular contém quatro ventrículos:
- ventrículos laterais direito e esquerdo
- terceiro ventrículo
- quarto ventrículo

Existem diversos canais que interconectam os ventrículos, embora somente os dois primeiros da lista abaixo são geralmente considerados partes do sistema ventricular:
| Nome                                               | Origem               | Destino                               |
| forame interventricular direito e esquerdo (Monro) | ventrículos laterais | terceiro ventrículo                   |
| aqueduto cerebral (Sylvius)                        | terceiro ventrículo  | quarto ventrículo                     |
| abertura mediana (Magendie)                        | quarto ventrículo    | espaço subaracnóideo/cisterna magna   |
| abertura lateral (Luschka)                         | quarto ventrículo    | espaço subaracnóideo/cisterna pôntica |

Cada ventrículo contém um plexo coróide que produz líquido cefalorraquidiano.

## Embriologia
Durante o desenvolvimento embrionário, o tubo neural vai desenvolver três vesículas primitivas: o prosencéfalo, o mesencéfalo, e o rombencéfalo. Posteriormente, o prosencéfalo originará o telencéfalo (hemisférios cerebrais) e o diencéfalo (subtálamo, hipotálamo, tálamo e epitálamo), enquanto o rombencéfalo irá dar origem à protuberância e ao bulbo raquidiano.
O lúmen do tubo neural nunca desaparece durante o desenvolvimento do sistema nervoso central. Pelo contrário, vai originar um sistema de cavidades – os ventrículos.

## Generalidades
O sistema ventricular será composto por cavidades intra-encefálicas, revestidas por epêndima, comunicantes entre si e contínuas com o canal central da medula espinhal.
As cavidades do telencéfalo são os ventrículos laterais, no diencéfalo está o terceiro ventrículo, no mesencéfalo o aqueduto de sylvius e na protuberância e parte do bulbo está o quarto ventrículo.

## Ventrículos Laterais
Os ventrículos laterais são as cavidades dos hemisférios cerebrais. Comunicam com o terceiro ventrículo através dos buracos de Monro ou interventriculares.
Apresentam uma porção central (corpo) e três prolongamentos ou cornos: anterior, inferior e posterior.
O corpo corresponde ao lobo parietal. Os seus limites são:
- à frente: termina ao nível do forame de Monro;
- atrás: termina ao nível do esplénio do corpo caloso;
- para dentro: septo pelúcido;
- acima: corpo caloso;
- abaixo e para fora: fórnix, plexo coroideu, tálamo, núcleo caudado.

O corno anterior é a projecção frontal do ventrículo. Os seus limites são:
- à frente: joelho do corpo caloso;
- atrás: termina ao nível do forame de Monro;
- para dentro: septo pelúcido;
- acima: corpo caloso;
- abaixo e para fora: núcleo caudado (cabeça) – mais anteriormente; semelhantes às do corpo – mais posteriormente.

O corno inferior é a projecção temporal do ventrículo. Os seus limites são:
- acima: cauda do núcleo caudado, amígdala (mais à frente), tapetum da corona radiata;
- abaixo: eminência colateral, hipocampo.

O corno posterior é a projecção occipital do ventrículo. Os seus limites são:
- súpero-externamente: corona radiata (tapetum e radiações ópticas);
- ínfero-internamente: 2 saliências, o bulbo do corno posterior e o esporão de Morand.

## Terceiro Ventrículo
O terceiro ventrículo é a cavidade do diencéfalo. Para efeitos descritivos, considera-se como uma pirâmide quadrangular de vértice ântero-inferior, tendo portanto uma face superior, uma face póstero-inferior, uma face inferior, duas faces laterais e uma face anterior.
Na face superior existe uma membrana tectórica em cima da qual repousa o plexo coroideu do ventrículo. Essa membrana está fixa às estrias medulares, de cada lado, e à comissura inter-habenular, atrás. Acima desta, reflecte-se posteriormente, criando o recesso supra-pineal.
Na face póstero-inferior destacam-se a glândula pineal e o recesso pineal, a comissura posterior, a abertura do aqueduto de Sylvius (anus) e, mais à frente, o infundíbulo.
Na face anterior observam-se a saliência do quiasma óptico, a lamina terminalis e, entre eles, o recesso supra-óptico. Também são visíveis os pilares anteriores do fórnix, cruzados pela comissura branca anterior formando uma fossa triangular – a vulva.
As faces laterais serão formadas pelo hipotálamo (abaixo) e pelo tálamo (acima), separados pelo sulco de Monro. Uma outra formação, inconstante, é a comissura inter-talâmica.

## Aqueduto do Mesencéfalo
É a cavidade do mesencéfalo que vai estabelecer a comunicação entre o terceiro e o quarto ventrículo.

## Quarto Ventrículo
O quarto ventrículo é uma dilatação do canal ependimário e vai constituir a cavidade do rombencéfalo (protuberância e bulbo). Descrevem-se duas paredes, uma anterior, ou pavimento, e uma posterior, ou tecto.
O pavimento vai por sua vez estar dividido em duas porções, uma protuberancial (superior) e uma bulbar (inferior). A porção protuberancial apresenta, de dentro para fora, um sulco mediano, os colículos faciais (núcleo do VI par e fibras do VII par), os sulcos limitantes, as fóveas superiores (núcleos do V par) e a parte superior das áreas vestibulares (núcleos da porção vestibular do VIII par). A porção bulbar apresenta os mesmos sulcos que a porção protuberancial. 
Entre o sulco mediano e o sulco limitante estarão as asas brancas internas (correspondentes ao núcleo do XII par) e as asas cinzentas (correspondentes ao núcleo dorsal do vago, X par). Para fora do sulco limitante estará a porção inferior das áreas vestibulares (núcleos vestibulares inferior e medial, VIII par).
Nas extremidades laterais da linha que separa a porção protuberancial da porção bulbar do pavimento do quarto ventrículo estão dois orifícios de comunicação com o espaço subaracnoideu – os buracos de Luschka. 
O tecto vai apresentar três porções, superior, média e inferior. As porções superior e inferior correspondem aos véus medulares superior (ou válvula de Vieussens) e inferior. 
O véu medular inferior vai apresentar um orifício na linha média para comunicação com o espaço subaracnoideu (buraco de Magendie). A porção média do tecto corresponde ao fastígio, que se relaciona com a face anterior do cerebelo. O fastígio será delimitado acima pela língula do cerebelo, abaixo pelo nódulo e lateralmente pelos pedúnculos cerebelosos.